# Saint-Hilaire-sous-Romilly
Saint-Hilaire-sous-Romilly – miejscowość i gmina we Francji, w regionie Grand Est, w departamencie Aube. Nazwa miejscowości pochodzi od imienia św. Hilarego.
Według danych na rok 1990 gminę zamieszkiwało 347 osób, a gęstość zaludnienia wynosiła 17 osób/km².